# Hawarden (Nowa Zelandia)
Hawarden – miasto w Nowej Zelandii, na Wyspie Południowej, w regionie Marlborough.